# Contea di Huangping
La contea di Huangping (黄平县S, Huángpíng XiànP) è una contea della Cina, situata nella provincia del Guizhou e amministrata dalla prefettura autonoma miao e dong di Qiandongnan.